# Интриаго, Джефферсон
Джефферсон Альфредо Интриаго Мендоса (исп. Jefferson Alfredo Intriago Mendoza; родился 18 января 1995 года в Хунине, Эквадор) — эквадорский футболист, атакующий полузащитник клуба «Масатлан» и сборной Эквадора.

## Клубная карьера
Интриаго — воспитанник клуба ЛДУ Кито. 25 января 2014 года в матче против «Манты» он дебютировал в эквадорской Примере. 30 августа 2015 года в поединке против «Мушук Руна» Джефферсон забил свой первый гол за ЛДУ Кито. В том же году он помог клубу завоевать серебряные медали.
В 2018 году, после ухода в середине сезона Эрнана Баркоса, Джефферсон Интриаго стал капитаном ЛДУ. По итогам чемпионата «альбос» впервые за восемь лет стали чемпионами Эквадора, а Интриаго завоевал этот титул впервые в карьере.

## Международная карьера
В 2013 году Интриаго принял участие в юношеском чемпионате Южной Америки в Аргентине. На турнире он сыграл в поединках против команд Аргентины, Венесуэлы, Колумбии и Парагвая.
В 2015 году Интриаго в составе молодёжной сборной Эквадора принял участие в молодёжном чемпионате Южной Америки в Уругвае. На турнире он сыграл в матчах против команд Аргентины, Перу, Боливии и Парагвая.
6 октября 2017 года в отборочном матче чемпионата мира 2018 против сборной Чили Интриаго дебютировал за сборную Эквадора.

## Титулы и достижения
- Чемпион Эквадора (1): 2018